# Aeroportos e Segurança Aérea
Aeroportos e Segurança Aérea (ASA) és un operador dels aeroports de Cap Verd amb seu a l'illa de Sal encarregada de la navegació aèria i dels aeroports capverdians. Va ser creada el 17 de febrer de 1984.
Té com a missió l'explotació, desenvolupament i suport de servei públic per a l'aviació civil, la gestió del trànsit aeri, assegurant els serveis de sortida, arribada i sobrevolo d'aeronaus, terminals de la gestió de càrrega i correu, per garantir que les activitats i serveis relacionats amb la infraestructura de l'aviació i de la navegació aèria, en tots els aeroports i aeròdroms de Cap Verd i la informació de vol de l'espai aeri de Cap Verd a través del Centro Controlo Oceânico do Sal.

## Aeroports
Dades de passatgers l'any 2012
| Aeroport                                 | Localització        | Codi OACI | Codi IATA | Total Passatgers |
| ---------------------------------------- | ------------------- | --------- | --------- | ---------------- |
| Aeroport Internacional Amílcar Cabral    | Illa de Sal         | GVAC      | SID       | 599.641          |
| Aeroport Internacional Nelson Mandela    | Illa de Santiago    | GVNP      | RAI       | 497.049          |
| Aeroport Internacional Aristides Pereira | Illa de Boa Vista   | GVBA      | BVC       | 425.701          |
| Aeroport Internacional Cesária Évora     | Illa de São Vicente | GVSV      | VXE       | 210.095          |
| Aeròdrom de São Filipe                   | Illa de Fogo        | GVSF      | SFL       | 74.408           |
| Aeròdrom de Preguiça                     | Illa de São Nicolau | GVSN      | SNE       | 26.436           |
| Aeròdrom de Maio                         | Illa de Maio        | GVMA      | MMO       | 16.125           |